# IdeaPad Serie S
Las IdeaPad Serie S pertenecen a la línea comercial de computadoras portátiles destinadas al consumidor: IdeaPad, y son laptops delgadas, ligeras y accesibles destinadas al uso diario, producidas por Lenovo.
El primer netbook de la IdeaPad Serie S de Lenovo se lanzó en octubre de 2008. El lanzamiento del IdeaPad S10 estaba programado para septiembre, pero se retrasó, con una fecha de lanzamiento estimada indicada en noviembre de 2008. Finalmente, el netbook fue lanzado en septiembre en China, pero en octubre en los Estados Unidos.
La línea de la serie S comienza con una computadora portátil S10 de bajo costo, subportátil de 10.2 pulgadas motorizado por Intel Atom. Un par de otras computadoras portátiles de la serie S obtienen una CPU Atom, pero, una vez que se descontinuó la línea Atom, la línea principal de computadoras portátiles ligeras de la serie S cambia a una serie AMD de bajo consumo, Intel Celeron, Pentium y versiones de bajo costo de la CPU serie-Y.

## Modelos

### 2019

#### S130
- Pantalla: 11 pulgadas

#### S145
- Pantalla: 14 pulgadas (hasta FHD, táctil)
- Procesadores: Intel (hasta i7 de décima generación) o AMD
- Sonido: Dolby
- RAM: 4GB (hasta 12GB) DDR4
- Almacenamiento: 128GB SSD (hasta 512GB SSD) y/o 1TB HDD (hasta 2TB HDD)
- Gráficas: NVIDIA GeForce MX110

#### S340
- Pantalla: 14 o 15 pulgadas (hasta FHD, táctil)[4]
- Procesadores: Intel (hasta i5 de décima generación) o AMD
- Sonido: Dolby
- RAM: 4GB (hasta 12GB) DDR4
- Almacenamiento: 128GB SSD/16GB Memoria Intel Optane y/o 2TB HDD[4]

#### S540
- Pantalla: 14 o 15 pulgadas (hasta FHD, táctil)[4]
- Procesadores: Intel (hasta i7 de décima generación) o AMD (hasta Ryzen 7)
- Sonido: Dolby
- RAM: 8GB (hasta 12GB) DDR4
- Almacenamiento: 256GB SSD (hasta 1TB SSD)
- Gráficas: NVIDIA GeForce MX250 (2GB GDDR4) o AMD Radeon RX[4]